# Заїченко Іван Романович
Іван Романович Заїченко (нар. 17 червня 1915, Кременчук — пом. 25 жовтня 1988, Дніпропетровськ) — український радянський архітектор, кандидат архітектури з 21 жовтня 1966 року; член Спілки архітекторів УРСР з 1946 року.

## Біографія
Народився 17 червня 1915 року в місті Кремечуці (тепер Полтавська область, Україна). Впродовж 1932–1936 років навчався на енергетичному факультеті Харківського енерго-механічного технікуму, який закінчив з спеціальністю технік-електрик. Впродовж 1936—1941 років навчався на архітектурному факультеті Харківського інституту комунального будівництва, який закінчив за спеціальністю архітектор.
Брав участь у німецько-радянській війні. З липня по листопад 1941 року — курсант курсів військових техніків при Московській артилерійській академії. Після закінчення курсів до грудня 1945 року служив начальником артилерійського постачання артдивізіону, помічником начальника артилерійського постачання дивізії. Член ВКП(б) з 1944 року.
Впродовж 1946—1952 років очолював архітектурно-планувальний і архітектурно-будівельний відділи Дніпропетровського облпроекту; одночастно впродовж 1947—1952 років був членом правління Дніпропетровського відділення Спілки архітекторів УРСР. З 1952 по 1955 рік обіймав посади головного архітектора Дніпропетровська та голови правління Дніпропетровського відділення Спілки архітекторів УРСР. 12 травня 1956 року обраний доцентом кафедри «Будівлі» Дніпропетровського інституту інженерів транспорту; впродовж 1971—1981 років завідувач цієї кафедри.
За час роботи неодноразово обирався депутатом районної ради, був делегатом 2, 3, 4, 5 з'їздів архітекторів України і 2, 3, 4 з'їздів архітекторів СРСР.
1984 року вийшов на пенсію.
Жив у Дніпропетровську до 1971 року в будинку проспекті Карла Маркса № 55 та протягом 1973—1988 років в будинку на вулиці Плеханова № 12А. Помер у Дніпропетровську 25 жовтня 1988 року

## Роботи
Серед реалізованих проектів
- генеральні плани міст Нікополя (1948), Синельникового (1948—1949), Новомосковська (1949), Марганця (1951), Верхньодніпровська (1952) (усі у співавторстві);

проекти забудови
- у Дніпропетровську:
  - проспекту Карла Маркса (1948—1949, у співавторстві);
  - привокзальної площі (1949–1951, у співавторстві);
  - житлових кварталів (1950–1951, у співавторстві);
  - набережної (1953)
- Будинок Рад у Кривому Розі (1950).

Автор низки праць в журналах: «Архітектура та будівництво», «Архітектура СРСР», «Сільське будівництво», Інформаційний бюлетень Союзу архітекторів СРСР, «Транспортне будівництво» і інших.

## Нагороди
Нагороджений:
- орденами Червоної Зірки (14 грудня 1943), двома Вітчизняної війни ІІ ступеня (27 травня 1944; 1985);
- медалями «За бойові заслуги» (22 лютого 1943), «За оборону Кавказу» (30 жовтня 1944), «За перемогу над Німеччиною» (5 листопада 1945), «За взяття Кенігсберга» (1945), «20 років перемоги у Великій Вітчизняній війні», «50 років Збройних Сил СРСР», «В ознаменування 100-річчя з дня народження Володимира Ілліча Леніна», «30 років перемоги у Великій Вітчизняній війні», «60 років Збройних Сил СРСР», «40 років перемоги у Великій Вітчизняній»[2].
- грамотою правління Спілки архітекторів СРСР[1].